# 14.º governo da Monarquia Constitucional
O 14.º governo da Monarquia Constitucional, ou 1.º governo da restauração da Carta, nomeado a 9 de fevereiro de 1842 e exonerado a 20 de maio de 1846, foi presidido pelo duque da Terceira, se bem que o cargo de presidente do Conselho de Ministros ainda não estava juridicamente definido.
A sua constituição era a seguinte:
| Cargo                                                                   | Detentor | Detentor                                                               | Período                                           |
| ----------------------------------------------------------------------- | -------- | ---------------------------------------------------------------------- | ------------------------------------------------- |
| Presidente do Conselho de Ministros                                     |          | Duque da Terceira (1792–1860)                                          | 9 de fevereiro de 1842 a 20 de maio de 1846       |
| Ministro e Secretário de Estado dos Negócios do Reino                   |          | Luís Mouzinho de Albuquerque (1792–1846)                               | 9 de fevereiro de 1842 a 24 de fevereiro de 1842  |
| Ministro e Secretário de Estado dos Negócios do Reino                   |          | António Bernardo da Costa Cabral/Conde de Tomar (1803–1889)            | 24 de fevereiro de 1842 a 20 de maio de 1846      |
| Ministro e Secretário de Estado dos Negócios do Reino                   |          | Duque da Terceira (interino) (1792–1860)                               | 12 de junho de 1844 a 17 de julho de 1844         |
| Ministro e Secretário de Estado dos Negócios do Reino                   |          | José Bernardo da Silva Cabral (interino) (1801–1869)                   | 3 de maio de 1845 a 24 de julho de 1845           |
| Ministro e Secretário de Estado dos Negócios Eclesiásticos e de Justiça |          | Luís Mouzinho de Albuquerque (interino) (1792–1846)                    | 9 de fevereiro de 1842 a 20 de fevereiro de 1842  |
| Ministro e Secretário de Estado dos Negócios Eclesiásticos e de Justiça |          | João Baptista Felgueiras (1787–1848)                                   | 20 de fevereiro de 1842 a 24 de fevereiro de 1842 |
| Ministro e Secretário de Estado dos Negócios Eclesiásticos e de Justiça |          | António de Azevedo Melo e Carvalho (1795–1862)                         | 24 de fevereiro de 1842 a 14 de setembro de 1842  |
| Ministro e Secretário de Estado dos Negócios Eclesiásticos e de Justiça |          | Visconde de Algés (1796–1865)                                          | 14 de setembro de 1842 a 27 de junho de 1844      |
| Ministro e Secretário de Estado dos Negócios Eclesiásticos e de Justiça |          | António Bernardo da Costa Cabral (interino) (1803–1889)                | 27 de junho de 1844 a 24 de julho de 1845         |
| Ministro e Secretário de Estado dos Negócios Eclesiásticos e de Justiça |          | Duque da Terceira (interino) (1792–1860)                               | 27 de junho de 1844 a 15 de julho de 1844         |
| Ministro e Secretário de Estado dos Negócios Eclesiásticos e de Justiça |          | José Bernardo da Silva Cabral (interino) (1801–1869)                   | 3 de maio de 1845 a 24 de julho de 1845           |
| Ministro e Secretário de Estado dos Negócios Eclesiásticos e de Justiça |          | José Bernardo da Silva Cabral (1801–1869)                              | 24 de julho de 1845 a 20 de maio de 1846          |
| Ministro e Secretário de Estado dos Negócios Eclesiásticos e de Justiça |          | António Bernardo da Costa Cabral/Conde de Tomar (interino) (1803–1889) | 21 de abril de 1846 a 20 de maio de 1846          |
| Ministro e Secretário de Estado dos Negócios da Fazenda                 |          | José Jorge Loureiro (interino) (1791–1860)                             | 9 de fevereiro de 1842 a 24 de fevereiro de 1842  |
| Ministro e Secretário de Estado dos Negócios da Fazenda                 |          | Barão de Tojal (1788–1852)                                             | 24 de fevereiro de 1842 a 20 de maio de 1846      |
| Ministro e Secretário de Estado dos Negócios da Guerra                  |          | Duque da Terceira (1792–1860)                                          | 9 de fevereiro de 1842 a 20 de maio de 1846       |
| Ministro e Secretário de Estado dos Negócios da Marinha e Ultramar      |          | José Jorge Loureiro (1791–1860)                                        | 9 de fevereiro de 1842 a 24 de fevereiro de 1842  |
| Ministro e Secretário de Estado dos Negócios da Marinha e Ultramar      |          | António José Campelo (interino) (1780–1851)                            | 24 de fevereiro de 1842 a 14 de setembro de 1842  |
| Ministro e Secretário de Estado dos Negócios da Marinha e Ultramar      |          | Barão de Tojal (interino) (1788–1852)                                  | 5 de setembro de 1842 a 14 de setembro de 1842    |
| Ministro e Secretário de Estado dos Negócios da Marinha e Ultramar      |          | Joaquim José Falcão (interino) (1796–1863)                             | 14 de setembro de 1842 a 3 de maio de 1845        |
| Ministro e Secretário de Estado dos Negócios da Marinha e Ultramar      |          | Joaquim José Falcão (1796–1863)                                        | 3 de maio de 1845 a 20 de maio de 1846            |
| Ministro e Secretário de Estado dos Negócios Estrangeiros               |          | Duque da Terceira (interino) (1792–1860)                               | 9 de fevereiro de 1842 a 14 de setembro de 1842   |
| Ministro e Secretário de Estado dos Negócios Estrangeiros               |          | José Joaquim Gomes de Castro (1794–1878)                               | 14 de setembro de 1842 a 20 de maio de 1846       |
| Ministro e Secretário de Estado dos Negócios Estrangeiros               |          | Duque da Terceira (interino) (1792–1860)                               | 14 de setembro de 1842 a 23 de setembro de 1842   |